# Michalewice
Michalewice (ukr.  Михайлевичі) – wieś na Ukrainie w rejonie samborskim obwodu lwowskiego.

## Historia
Pod koniec XIX w. wieś w powiecie rudeckim.
W II Rzeczypospolitej wieś należała do powiatu rudeckiego w województwie lwowskim. W 1931 r. liczyła ok. 1000 mieszkańców, wśród których Polacy stanowili niewiele ponad połowę. W latach 1943–1945 nacjonaliści ukraińscy z OUN – UPA zamordowali tutaj 16 Polaków.